# کلاته سنجر
کلاته سنجر، روستایی از توابع بخش مرکزی شهرستان اسفراین در استان خراسان شمالی ایران است.
جمعیت این روستا ترکیبی از طوایف کرد کرمانج شامل حسنی ها (حسنانلو) شیخ امیری ها (شیخ امیرانلو) قوڵی ها (قولانلو) و طاهری‌ها هستند.

## جمعیت
این روستا در دهستان آذری قرار دارد و براساس سرشماری مرکز آمار ایران در سال ۱۳۸۵، جمعیت آن ۴۹۴ نفر (۱۲۱خانوار) بوده‌است.
کلاته سنجر، روستایی از توابع بخش مرکزی شهرستان اسفراین در استان خراسان شمالی ایران است.
جمعیت این روستا ترکیبی از طوایف کرد کورمانج شامل حسنی ها (حسنانلو) شیخ امیری ها (شیخ امیرانلو) قوڵی ها (قولانلو) هستند.
کلاتسنجر یکی از خالص‌ترین لهجه‌های کورمانجی را در منطقه اسفراین دارد.

## مکان‌های دیدنی
از مناطق دیدنی و جالب توجه در منطقه کلاته سنجر سازه باستانی بند مهار است که گفته شده تا دوران ساسانیان سد مهمی بوده که اراضی پایین دست را آبیاری می‌کرده. این سد باستانی دهانه ای به طول تقریبی هفتصد متر داشته که سمت چپ وراست آن به ارتفاعات طبیعی منطقه متصل می‌شده. این اثر تاریخی که بخشی از دیواره مرکزی آن هنوز باقی است حدوداً در چهار کیلومتری جنوب شرقی روستا واقع شده.
آنچه که اکنون کال شور خوانده می‌شود رودی است که زمانی این سد بر روی آن ساخته شده که با عبور از جنوب کلاتسنجر، خود از پدیده‌های زیبا و دیدنی است که درفصول مختلف سال میزبان پرندگان مختلف مهاجر است.
این اثر در تاریخ ۱۸ شهریور ۱۳۸۷ با شمارهٔ ثبت ۲۳۲۹۹ به‌عنوان یکی از آثار ملی ایران به ثبت رسیده‌است.
| بند مهار | بند مهار |
| -------- | -------- |

دیدنی‌های کلاتسنجر کلوت‌های خاکی زیبا در شرق آن و بند خاکی است که در فاصله دو کیلومتری شمال روستا در دهه شصت توسط جهاد سازندگی احداث گردیده‌است.
خربزه کلاتسنجر نیز از قدیم در اسفراین به کیفیت و شیرینی شهره بوده بطوریکه باعث ضرب‌المثل درمنطقه اسفراین شده می‌گویند: «ئاپۆ وه‌ره، خالۆ وه‌ره کاڵێ که‌له‌ته سه‌نجه‌ره» یعنی آهای عمو بیا، دایی بیا (ببر) که خربزه کلاته سنجر است.